# Buchanania macrocarpa
Buchanania macrocarpa är en sumakväxtart som beskrevs av Merrill och Setchell. Buchanania macrocarpa ingår i släktet Buchanania och familjen sumakväxter. Inga underarter finns listade i Catalogue of Life.